# Fanhunter
Fanhunter est une saga en bande dessinée créée par l'auteur espagnol Cels Piñol.
Elle raconte l'histoire de la lutte entre un anti-pape fou admirateur de Philip K. Dick, qui a détruit le Vatican, tuant de ce fait le pape, et a instauré un régime de terreur dans le monde en pourchassant tous les fans de bande-dessinée, films, jeux de rôle, etc. Une résistance s'est formée qui a décidé de renverser le tyran et de redonner ses lettres de noblesse à l'imagination.
La série de bande dessinée a été déclinée en un jeu de rôle.